# 川合孝汰
川合 孝汰（かわあい こうた、1994年8月7日 - ）は、静岡県出身のレーシングドライバー。

## プロフィール
- 身長： 172cm
- 体重： 62kg
- 血液型：O型

## 経歴
2007年　富士スピードウェイで開催されたトヨタモータースポーツフェスティバルで初めてレーシングカートに乗車。
鈴鹿サーキットで開催されたF1日本GPを観戦しレーシングドライバーになることを誓う。
日本大学生産工学部在学中は全日本学生フォーミュラ大会に参画し学業とレース活動を両立。
2015年にル・ボーセモータースポーツからスーパーFJに参戦。
2016年にステップアップをはかりル・ボーセモータースポーツからFIA-F4選手権に参戦。
2016年はツインリンクもてぎで1勝を上げシリーズ11位、2017年はシリーズ8位、2018年は全戦入賞を達成しシリーズ4位。
2019年は富士スピードウェイ、オートポリス、スポーツランドSUGOで3位、ツインリンクもてぎで2位入賞、シリーズ3位。
2020年は埼玉トヨペット Green BraveよりSUPER GT-GT300、スーパー耐久、86/BRZレースへの参戦を発表。その全てのレースでデビューウィンを立て続けに飾るという鮮烈の年となった。
2021年も引き続き埼玉トヨペット Green BraveよりSUPER GT-GT300、スーパー耐久、86/BRZレースへの参戦を発表。GRスープラやGT-3車両参戦により厳しいシリーズとなった。86/BRZレースでは参戦2年目でシリーズ6位入賞。
2022年は埼玉トヨペット Green BraveよりSUPER GT-GT300、スーパー耐久への参戦を発表。新たにルーニースポーツより全日本スーパーフォーミュラ・ライツ選手権にスポット参戦。デビューレースの富士開幕戦でポールポジションを獲得した。
2023年、埼玉トヨペット Green BraveよりSUPER GT-GT300、スーパー耐久に継続参戦。GT300はスポーツランドSUGOとオートポリスで優勝、デビュー4年目にしてGT300クラスのタイトルを獲得。スーパー耐久はGR SUPRA GT4にスイッチ、ST-Zにクラス変更の中、7戦中優勝4回、2位が3回という、圧倒的な強さで最終戦前にタイトルを獲得。SUPER GT-GT300、スーパー耐久でのＷチャンピオンとなった。
しかし翌2024年シーズン開始前にGreen Braveの方針転換によりチームを放出されてしまい、ディフェンディング王者であるにもかかわらずシートを失うという屈辱を味わうこととなった。この年は医療系企業のプラチナムファクトリーが立ち上げ、アニメ『HIGHSPEED Étoile』とコラボした女性チームの総監督に就任し、KYOJO CUPやEV-GPに参戦する。

## レース戦績
- 2015年
  - スーパーFJもてぎシリーズ（シリーズチャンピオン）
  - スーパーFJ日本一決定戦（5位）
- 2016年 - FIA-F4選手権（シリーズ11位）
- 2017年 - FIA-F4選手権（シリーズ8位）
- 2018年 - FIA-F4選手権（シリーズ4位/全戦入賞）
- 2019年 - FIA-F4選手権（シリーズ3位）
- 2020年  
  - SUPER GT・GT300クラス（シリーズ2位）
  - スーパー耐久・ST-3クラス（シリーズ2位）
  - 86/BRZレース・プロフェッショナルクラス（シリーズ8位）
- 2021年  
  - SUPER GT・GT300クラス（シリーズ9位）
  - スーパー耐久・ST-3クラス（シリーズ4位）
  - 86/BRZレース・プロフェッショナルクラス（シリーズ6位）
- 2022年
  - 全日本スーパーフォーミュラ・ライツ選手権（シリーズ8位）
  - SUPER GT・ GT300クラス（シリーズ4位）
  - スーパー耐久・ST-3クラス（シリーズ2位）
- 2023年
  - SUPER GT・ GT300クラス（シリーズチャンピオン）
  - スーパー耐久・ST-Zクラス（シリーズチャンピオン）

### 全日本スーパーフォーミュラ・ライツ選手権
| 年     | チーム           | エンジン   | クラス | 1         | 2       | 3       | 4     | 5     | 6     | 7       | 8         | 9       | 10        | 11      | 12        | 13      | 14      | 15      | 16    | 17    | 18    | 順位 | ポイント |
| ------ | ---------------- | ---------- | ------ | --------- | ------- | ------- | ----- | ----- | ----- | ------- | --------- | ------- | --------- | ------- | --------- | ------- | ------- | ------- | ----- | ----- | ----- | ---- | -------- |
| 2022年 | ルーニースポーツ | SPIESS A41 |        | FSW 1 Ret | FSW 2 4 | FSW 3 6 | SUZ 1 | SUZ 2 | SUZ 3 | AUT 1 9 | AUT 2 Ret | AUT 3 9 | SUG 1 Ret | SUG 2 8 | SUG 3 Ret | MOT 1 5 | MOT 2 6 | MOT 3 5 | OKA 1 | OKA 2 | OKA 3 | 8位  | 10       |

(key)

### SUPER GT
| 年     | チーム                     | 使用車両               | クラス | 1      | 2      | 3      | 4      | 5       | 6       | 7     | 8     | 順位 | ポイント |
| ------ | -------------------------- | ---------------------- | ------ | ------ | ------ | ------ | ------ | ------- | ------- | ----- | ----- | ---- | -------- |
| 2020年 | 埼玉トヨペット Green Brave | トヨタ・GR スープラ GT | GT300  | FSW 1  | FSW 6  | SUZ 12 | TRM 25 | FSW 4   | SUZ Ret | TRM 4 | FSW 1 | 2位  | 62       |
| 2021年 | 埼玉トヨペット Green Brave | トヨタ・GR スープラ GT | GT300  | OKA 3  | FSW 27 | SUZ WD | TRM 3  | SUG 21  | AUT 4   | TRM 9 | FSW 9 | 9位  | 34       |
| 2022年 | 埼玉トヨペット Green Brave | トヨタ・GR スープラ GT | GT300  | OKA 26 | FSW 9  | SUZ 4  | FSW 14 | SUZ 4   | SUG 18  | AUT 1 | MOT 3 | 4位  | 48       |
| 2023年 | 埼玉トヨペット Green Brave | トヨタ・GR スープラ GT | GT300  | OKA 5  | FSW 3  | SUZ 3  | FSW 9  | SUZ Ret | SUG 1   | AUT 1 | MOT 7 | 1位  | 74       |